# Burnley Football Club 2017-2018
Questa voce raccoglie tutte le informazioni riguardanti il Burnley Football Club nelle competizioni ufficiali della stagione 2017-2018.

## Statistiche
Statistiche aggiornate al 13 maggio 2018.
| Competizione   | Punti | In casa | In casa | In casa | In casa | In casa | In casa | In trasferta | In trasferta | In trasferta | In trasferta | In trasferta | In trasferta | Totale | Totale | Totale | Totale | Totale | Totale | DR |
| Competizione   | Punti | G       | V       | N       | P       | Gf      | Gs      | G            | V            | N            | P            | Gf           | Gs           | G      | V      | N      | P      | Gf     | Gs     | DR |
| -------------- | ----- | ------- | ------- | ------- | ------- | ------- | ------- | ------------ | ------------ | ------------ | ------------ | ------------ | ------------ | ------ | ------ | ------ | ------ | ------ | ------ | -- |
| Premier League | 54    | 19      | 7       | 5       | 7       | 16      | 17      | 19           | 7            | 7            | 5            | 20           | 22           | 38     | 14     | 12     | 12     | 36     | 39     | -3 |
| FA Cup         | -     | 0       | 0       | 0       | 0       | 0       | 0       | 1            | 0            | 0            | 1            | 1            | 4            | 1      | 0      | 0      | 1      | 1      | 4      | -3 |
| Coppa di Lega  | -     | 1       | 0       | 1       | 0       | 2       | 2       | 1            | 1            | 0            | 0            | 2            | 0            | 2      | 1      | 1      | 0      | 4      | 2      | 2  |
| Totale         | -     | 20      | 7       | 6       | 7       | 18      | 19      | 21           | 8            | 7            | 6            | 23           | 26           | 41     | 15     | 13     | 13     | 41     | 45     | -4 |